# Ковалівка (Підкарпатське воєводство)
Ковалівка (пол. Kowalówka) — село на Закерзонні, у Польщі, у гміні Чесанів Любачівського повіту Підкарпатського воєводства.
Населення — 213 осіб (2011).

## Історія
У 1783 р. на північ від села Жуків у рамках Йосифинської колонізації постала німецька колонія Фрайфельд (нім. Freifeld).
За даними історичного шематизму о. д-ра Дмитра Блажейовського, станом на 1785 рік село володіло 20 км² земель, серед мешканців було 420 греко-католиків, 140 римо-католиків, 15 юдеїв.
У 1880 р. німецька колонія Фрайфельд вважалася присілком села Жуків. Село Жуків належало до Чесанівського повіту Королівства Галичини та Володимирії Австро-Угорської імперії, у селі було 153 будинки і 984 жителі, а також 13 будинків і 371 житель на землях фільварку; з них 966 греко-католиків, 310 римо-католиків, 73 юдеї та 6 інших віровизнань. Місцеві греко-католики належали до парафії Жуків Любачівського деканату Перемишльської єпархії.
У 1939 році Фрайфельд був уже окремим селом, тут мешкало 230 осіб, з них 80 українців, 60 поляків, 20 євреїв і 70 німців, здебільшого спольщених. Місцеві греко-католики належали до парафії Жуків Чесанівського деканату Перемишльської єпархії. Село входило до ґміни Плазув Любачівського повіту Львівського воєводства Польської республіки.
Рішенням міністра внутрішніх справ 11 березня 1939 року (щодо заміни німецьких назв поселень-колоній на польські) Фрайфельд перейменовано на Ковалювка.
У середині вересня 1939 року німці окупували село, але вже 26 вересня 1939 року відступили і передали Червоній армії, оскільки за пактом Ріббентропа-Молотова правобережжя Сяну належало до радянської зони впливу. Однак Сталін обміняв Закерзоння на Литву і на початку жовтня СРСР передав село німцям, південніше села проліг кордон.
У 1975—1998 роках село належало до Перемишльського воєводства.

## Демографія
Демографічна структура станом на 31 березня 2011 року:
|          | Загалом | Допрацездатний вік | Працездатний вік | Постпрацездатний вік |
| -------- | ------- | ------------------ | ---------------- | -------------------- |
| Чоловіки | 110     | 23                 | 78               | 9                    |
| Жінки    | 103     | 15                 | 56               | 32                   |
| Разом    | 213     | 38                 | 134              | 41                   |

## Пам'ятки
Дерев'яна парафіяльна церква Різдва Пресвятої Богородиці збудована 1767 року.
Після виселення українців у 1947 році церква служить римо-католикам костелом.
Поруч стоїть мурована ширмова дзвіниця.
Церква включена до маршруту 6 Шляху дерев'яної архітектури.